# Stoneground Words
Stoneground Words es el séptimo álbum de estudio de la cantautora estadounidense Melanie. Fue publicado en octubre de 1972 a través de Neighborhood Records.
Stoneground Words alcanzó el puesto #70 en el Billboard 200. Se lanzaron dos sencillos del álbum: «Together Alone» y «Do You Believe».

## Recepción de la crítica
Kingsley Abbott de Record Collector calificó Stoneground Words como el primer álbum de Melanie que la estableció como una artista seria responsable de letras sofisticadas y reflexivas. Charles Donovan de AllMusic describe el álbum como “maduro, inteligente y ambicioso” y un “clásico poco escuchado”. Un escritor no especificado de la revista Billboard describe Stoneground Words como “uno de los mejores paquetes de su carrera hasta el momento”.

## Lista de canciones
Todas las canciones escritas y compuestas por Melanie Safka, excepto donde esta anotado.
Lado uno
1. «Together Alone» – 4:46
2. «Between the Road Signs» – 2:36
3. «Summer Weaving» – 3:47
4. «My Rainbow Race» (Pete Seeger) – 4:12
5. «Do You Believe?» – 5:27

Lado dos
1. «I Am Not a Poet (Night Song)» – 5:24
2. «Stoneground Words» – 4:13
3. «Song of the South, Based on a Theme from Song of the North, Adapted from the Original» – 4:48
4. «Maybe I Was (A Golf Ball)» – 2:10
5. «Here I Am» – 4:21

## Créditos y personal
Créditos adaptados desde las notas de álbum de Stoneground Words.
Músicos
- Melanie – guitarra
- Ron Frangipani – órgano, armonio
- Johnny Pacheco – conga
- Hugh McCracken – guitarra
- Billy Keith – steel guitar
- Sal DeTroia – guitarra acústica
- Don Payne – bajo eléctrico Fender
- Chuck Domanico – contrabajo
- Roger Kellaway – piano
- Donald McDonald – batería (1–9)
- Mel Lewis – batería (10)
- Richard Davis – contrabajo
- Al Cohn – saxofón tenor

Personal técnico
- Peter Schekeryk – productor, director
- Roger Kellaway – arreglos
- Brooks Arthur – ingeniero de audio
- Lewis Lahav – ingeniero asistente
- Larry Alexander – ingeniero asistente

Diseño
- Wilkes & Broun, Inc – diseño, ilustración
- Tom Wilkes – fotografía

## Posicionamiento
| Gráfica (1972–73)                | Pico de posición |
| -------------------------------- | ---------------- |
| Australia (Kent Music Report)    | 69               |
| Canadá (RPM Top Albums/CDs)      | 34               |
| Estados Unidos (Billboard 200)   | 70               |
| Estados Unidos (Cashbox Top 100) | 37               |